# Compendium philosophicum
Compendium philosophicum es un libro de Tomás Vicente Tosca publicado en 1754. Consta de seis volúmenes, en los que se tratan aspectos relacionados con la metafísica, la física, la cosmología y la lógica, entre otros.

## Introducción
Junto con la renovación de las disciplinas fisicomatemáticas —a través del Compendio mathematico—, Tosca abordó con el Compendium philosophicum el problema de renovar la disciplina filosófica desde la perspectiva de las nuevas corrientes filosoficocientíficas. Según Mayans, su idea inicial era redactarlo en castellano pero finalmente desistió para que la obra fuera más respetable entre los profesores universitarios. En cuanto a su estructura, sigue el modelo de los cursos tradicionales de filosofía, de orientación aristotelicoescolástica, pero en su contenido se muestra su afán renovador: consta de once tratados que corresponden a la lógica, la metafísica general u ontología, metafísica especial, física general, cosmología, elementos y mixtos, meteoros, fósiles y minerales, vegetales, plantas y animales. 
En conjunto, la física de Tosca está impregnada de cartesianismo; sin embargo, en lo que afecta a la metafísica, Tosca se acerca más al empirismo de Gassendi. Con estas características se puede inscribir su obra dentro del proceso de renovación la enseñanza de la filosofía iniciado en el siglo XVII en muchas universidades de Europa. En España la obra de Tosca gozó de gran difusión y se mantuvo vigente hasta que, hacia mediados del siglo XVIII, la mecánica newtoniana y la física experimental fueron penetrando en los círculos y las instituciones extrauniversitarias.

## Contenido
En cada tema expone las distintas teorías dadas por los filósofos y científicos del siglo XVII: René Descartes, Galileo Galilei, Pierre Gassendi, Robert Boyle y Francesco Maria Grimaldi, entre otros. Así, al analizar el concepto de materia lo hace con nociones de Descartes, Gassendi y Emmanuel Maignan. Acepta el atomismo de Gassendi: los átomos de Tosca tienen magnitud, forma y movimiento. Tanto la magnitud como la forma son diversas; al ocuparse de los elementos dice que hay tantos elementos como diferentes especies de átomos, en cuanto a la magnitud y la forma. En cuanto al movimiento, se trata de aptitud para el movimiento porque no es seguro ni puede probar que siempre se muevan. Así se separa del dinamismo gassendista, que señalaba que los átomos poseían una facultad por la cual podían moverse por sí mismos. Tosca también acepta la existencia de vacío entre los átomos aunque rechaza que pueda producirse artificialmente el vacío, como también que se dé en la naturaleza; esto se relaciona con su idea del espacio.
En relación con eso, en la cuestión del lugar y del ubi, Tosca parte de las distinciones escolásticas desarrolladas por autores como Francisco de Toledo y Francisco Suárez, entre lugar intrínseco y extrínseco, para prevenirse de la extensión cartesiana con su espacio indefinido y contra el espacio imaginario, infinito y eterno de Gassendi. Las dificultades para reconciliar las nociones escolásticas con el principio de inercia no parecen preocuparle o quizás las considera resueltas: dice que si bien el lugar intrínseco no es un espacio real distinto del cuerpo localizado, tampoco pertenece a su ser, ya que los cuerpos son indiferentes a este o aquel lugar.
En cuanto al vacío, Tosca admite que puede ser inducido por Dios al eliminar todos los cuerpos y el aire de un recinto e impidiendo el ingreso de cualquier otro cuerpo; por tanto, el vacío es ontológicamente posible aunque no precisa qué entidad le atribuye. Crítica a Descartes porque confunde el cuerpo matemático con el físico y niega que el vacuum magnum pueda ser producido por algún agente corpóreo, ya que también se llenará de materia sutil. Asimismo, Tosca acepta el vacío diseminado entre los átomos porque rechaza la infinita divisibilidad de la materia: el infinito es posible en potencia pero no en acto.
Tosca desarrolla un amplio estudio del movimiento local. En la metafísica se ocupa del movimiento en general y sigue el esquema escolástico. Expone también la doctrina de la potencia y el acto; no niega la validez de estos conceptos pero les atribuye un valor metafísico, con lo cual esas nociones no son más que nombres que no explican nada de los procesos naturales.
Después de señalar que el movimiento local es el principal modo del movimiento y de enunciar la definición aristotélica, de la que dice que no es poca la dificultad que encierra, expone la usada por Descartes: el movimiento local es el tránsito del móvil de un lugar a otro. Seguidamente, a través de una serie de proposiciones, enriquece esta definición hasta llegar al movimiento estado de la física moderna y la ley de la inercia. Entre las más importantes están:
- El movimiento es esencialmente sucesivo.
- En los cuerpos que se mueven no se da ningún ímpetu distinto de ellos.
- El cuerpo es, por sí mismo, indiferente al movimiento y al reposo.
- Un cuerpo se moverá o reposará si no es determinado a aquello que se ha opuesto por otra causa.
- El movimiento por sí mismo se dirige en línea recta.
- La magnitud del movimiento ha de considerarse por el sujeto y por la velocidad.

En cuanto a la teoría del choque, reconoce a Descartes como uno de los primeros que se ocuparon de ello, pero no le sigue a él ni a Milliet Dechales sino que prefiere a otros autores como al jesuita Ignace-Gaston Pardies, aunque su teoría final tampoco coincide con la suya. La teoría se basa en los siguientes puntos:
- La ley de la inercia.
- Un cuerpo no puede comunicar a otro más movimiento del que tiene.
- La resistencia u oposición es mutua.
- La fuerza o la resistencia dependen de la masa.

Con estos supuestos ofrece soluciones para siete de los nueve casos que estudia y comete algún error en la determinación de las velocidades en los otros dos. Asimismo, tampoco calcula el valor exacto de la velocidad después del choque en los diferentes casos.
Al ocuparse de la gravedad Tosca niega que esta sea un ímpetu innato pero también rechaza las explicaciones basadas en la teoría cartesiana. Señala que es una tendencia de los cuerpos a dirigirse al centro de la Tierra y no le preocupa que esto esté en contradicción con el principio de inercia. Cuando trata los cielos y los astros, afirma que se mueven por el ímpetu que Dios les imprime. Para explicar por qué no se mueven en línea recta recurre a la teoría cartesiana del vórtice, por lo que la sustancia, movida y formando diversos vórtices, obligaría a los astros a desviarse de su tendencia a seguir la línea recta.